# Froyla Tzalam

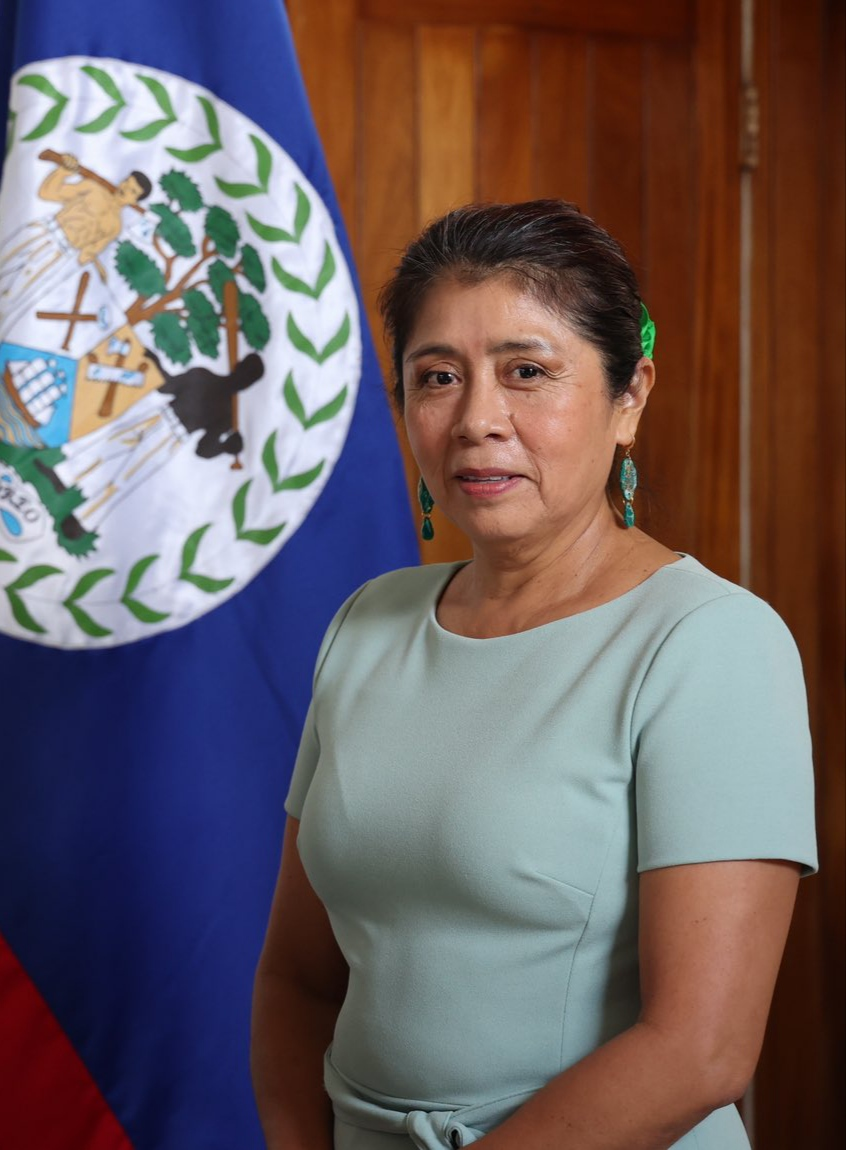
Froyla Tzalam, 2022

Dame Froyla Tzalam, GCMG (* in San Antonio) ist eine belizische Anthropologin aus dem indigenen Volk der Mopan-Maya und Gemeindevorsteherin, die seit dem 27. Mai 2021 Generalgouverneurin von Belize ist.
Sie ist die erste indigene Person mit Maya-Abstammung, die in der Geschichte des Commonwealth als Generalgouverneurin eines Landes fungiert.

## Leben
Tzalam kommt aus San Antonio, Distrikt Toledo, und hat einen Bachelorabschluss in Anthropologie der Trinity University in Texas sowie einen Masterabschluss in ländlicher Entwicklung von der University of Sussex. Sie war Geschäftsführerin des Sarstoon Temash Institute for Indigenous Management (SATIIM) und wurde im Januar 2017 für die Nominierung in den Senat in Betracht gezogen, lehnte jedoch ab, um sich auf ihre Arbeit bei SATIIM zu konzentrieren.

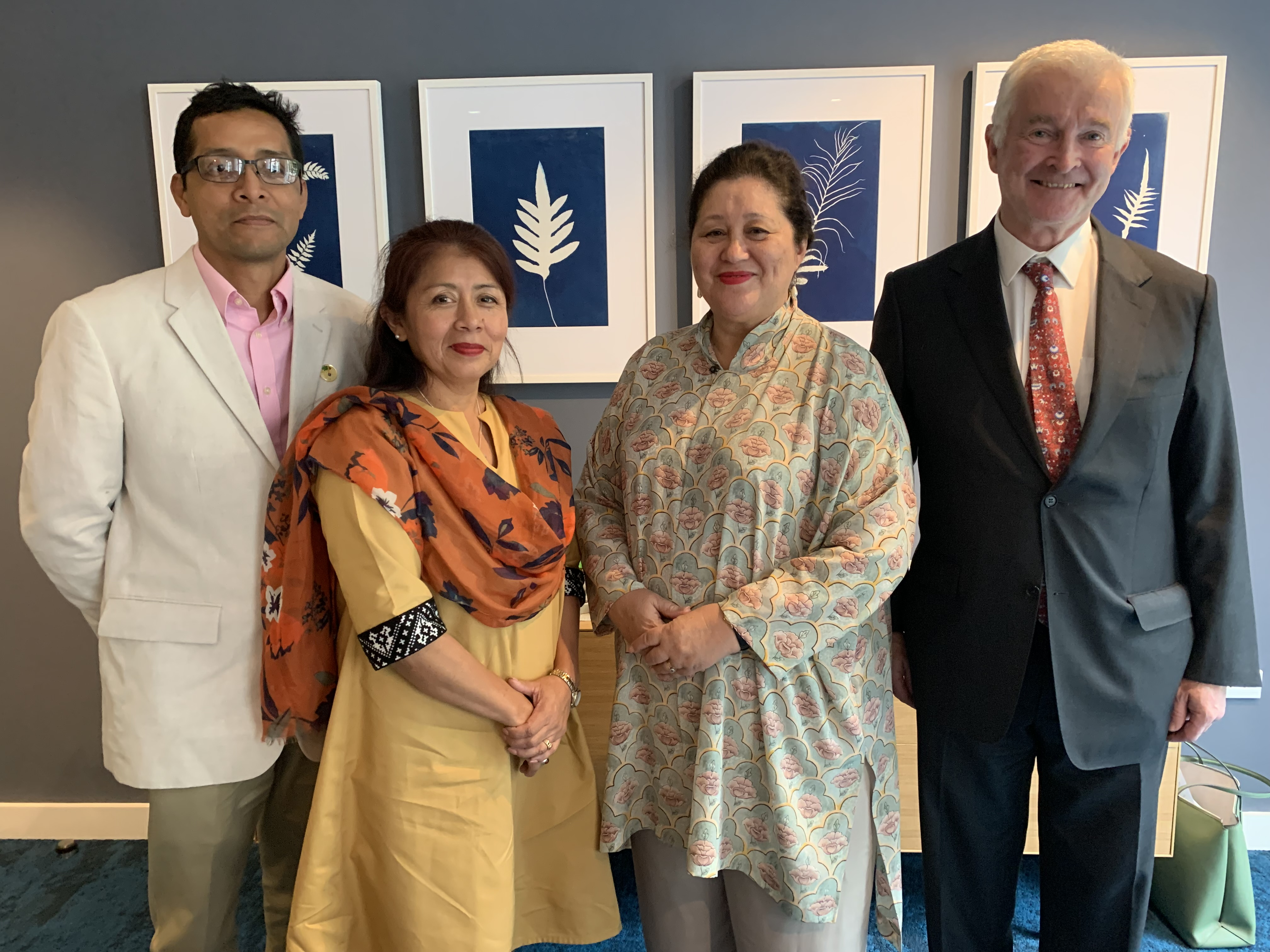
Froyla Tzalam trifft Cindy Kiro, Generalgouverneurin von Neuseeland, in London, 2022

Im April 2021 gab der Premierminister von Belize bekannt, dass Tzalam zur nächsten Generalgouverneurin von Belize ernannt wurde, nachdem Sir Colville Young zurückgetreten war. Sie ist die zweite Frau und die dritte Person, die diese Rolle übernimmt. Im März 2022 wurde sie von Prinz William, im Namen von Königin Elisabeth II., während der königlichen Tour zum Platinjubiläum durch Belize mit dem Dame Grand Cross des Order of St Michael and St George ausgezeichnet.